# جلعاد شاليط

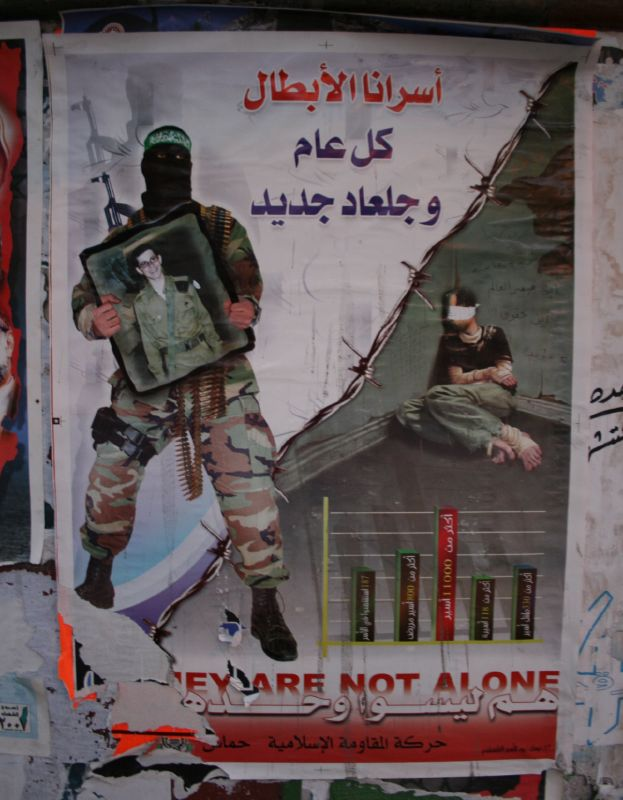
صورة لشاليط على ملصق لحركة حماس

جلعاد شاليط (بالعبرية: גלעד שליט)، جندي إسرائيلي سابق أسرته حركة المقاومة الإسلامية (حماس) عام 2006 وظل في الأسر لأكثر من 5 سنوات حتى أفرجت عنه في 2011 في صفقة تبادلية مع 1027 معتقل فلسطيني.
بعد عدة أشهر من تجنيده في 25 يونيو 2006 وقع جلعاد في قبضة المقاومة الفلسطينية فأسرته ونقلته إلى قطاع غزة بعد عملية هجوم لمقاتلين تابعين لثلاثة فصائل فلسطينية مسلحة كتائب عز الدين القسام التابعة لحركة حماس، واعتقدت إسرائيل أن الجندي في عِدَاد المفقودين حتى أعلنت حماس أنه على قيد الحياة وتم بث فيديو مصور له، وطلبت الإفراج عن بعض المعتقلين الفلسطينيين في السجون الإسرائيلية.
بعد فترة مفاوضات طويلة ووساطة مصرية تم إبرام الصفقة وتم الإفراج عنه عام 2011 في عملية تبادل أسرى.

## حياته
ولد جلعاد شاليط في مدينة نهاريا في 28 أغسطس 1986، والداه نعوم وأفيفا شاليط يهوديان من أصل فرنسي هاجرا لفلسطين قبل عدة عقود، ثم انتقل مع عائلته إلى بلدة «متسبيه هيلاه» في الجليل الغربي، وهو الثاني من بين ثلاثة أولاد.

## وقوعه في الأسر
في يوليو 2005 جند للجيش (وفقاً لقانون التجنيد الإجباري في إسرائيل) فأدى خدمته في سلاح المدرعات. وبعد عدة أشهر من تجنيده في 25 يونيو 2006 وقع جلعاد في قبضة المقاومة الفلسطينية عندما أسره ونقله إلى قطاع غزة مقاتلون تابعون لثلاثة فصائل فلسطينية مسلحة كتائب عز الدين القسام التابعة لحركة حماس وألوية الناصر صلاح الدين التابعة لـ لجان المقاومة الشعبية وجيش الإسلام في عملية عسكرية نوعية أطلقت عليها الجهات المنفذة اسم - عملية الوهم المتبدد.
في فجر 25 يونيو 2006 استهدفت العملية قوة إسرائيلية مدرعة من لواء جفعاتي كانت ترابط ليلاً في موقع كيريم شالوم العسكري التابع للجيش الإسرائيلي على الحدود بين مدينة رفح الفلسطينية وإسرائيل. حيث نجح عدد من المقاتلين الفلسطينيين من التسلل عبر نفق أرضي كانوا قد حفروه سابقاً تحت الحدود إلى الموقع الإسرائيلي مما ساعدهم في مباغتة القوة الإسرائيلية. وانتهى هذا الهجوم بمقتل جنديين وإصابة 5 آخرين بجروح وأسر شاليط ونقله إلى مكان آمن في قطاع غزة. ويذكر أن عملية أسر الجندي شاليط كانت من أكثر العمليات الفدائية الفلسطينية تعقيداً منذ اندلاع انتفاضة الأقصى حيث تمكن المقاتلون الفلسطينيون من اقتياد الجندي الأسير إلى عمق القطاع بسرعة فائقة رغم التعزيزات الجوية الإسرائيلية الفورية في الأجواء وخصوصاً في سماء مدينة رفح قرب مكان تنفيذ الهجوم. عقب هذه العملية قام جهاز الاستخبارات الإسرائيلي الداخلي الشين بيت بتنشيط مئات من عملاءه في قطاع غزة للبحث وللتحري عن مصير شاليط ومكان اعتقاله وهوية محتجزيه. كما شن الجيش الإسرائيلي على مدار ثلاث سنوات سلسلة من العمليات الخاصة في مناطق متفرقة في القطاع في محاولة لتحرير شاليط أو إلقاء القبض على أشخاص فلسطينيين يشتبه في ضلوعهم في احتجازه.
مع أن مكان وجود جلعاد شاليط كان مجهولا فإنه لم يكن شكٌ في بقاءه على قيد الحياة، إذ في ذكرى مرور عام على أسر شاليط أرسلت كتائب القسام شريطا مسجلا بصوته بمناسبة مرور عام واحد على أسره في التسجيل يقول جلعاد شاليط أن حالته الصحية تتدهور وأنه محبط لعدم استجابة الحكومة الإسرائيلية لمطالب القسام.
ومنذ أسر شاليط تطالب حركة حماس نيابة عن جناحها العسكري ولجان المقاومة الشعبية وجيش الإسلام إسرائيل بالإفراج عن أكثر من 1000 سجين سياسي فلسطيني من ذوي الأحكام العالية ورفع الحصار المفروض على قطاع غزة مقابل إطلاق سراح شاليط حياً. هذا وقد رفضت الحكومات الإسرائيلية المتعاقبة شروط حماس وقالت بأنها لن تفرج عن ما أسمتهم «فلسطينيون ملطخة أيديهم بدماء إسرائيلية»

## المفاوضات لإطلاق سراح شاليط
تحملت دولة مصر مهمة التوسط بين حماس وحكومة إسرائيل لإطلاق سراح جلعاد شاليط ولكن المفاوضات تعرقلت مرات عديدة خاصة بعد تولي حماس الحكم على قطاع غزة في يونيو 2007 مما أدى إلى إغلاق مصر الحدود مع القطاع. حسب وسائل الإعلام الإسرائيلية والعربية اتفقت كل من إسرائيل وحركة حماس على إطلاق سراح 1450 معتقلا فلسطينيا في سجون إسرائيل مقابل تحرير جلعاد شاليط ولكن إسرائيل رفضت قائمة أسماء المعتقلين التي أرسلت إليها حماس عن طريق الوسيط المصري.
بعد تحرير الأسرى اللبنانيين بمفاوضات بين الجانب الإسرائيلي من جهه وحزب الله اللبناني من جهه أخرى وانتصار الأخير إعلاميا بصفقة التبادل فإن حماس تشدد على موقفها بالأسرى التي تريد استبدالهم بجلعاد شاليط.
وفي أكتوبر 2009 فاجأت كتائب القسام العالم بإصدارها لأول مرة شريط فيديو مصور يظهر فيه الجندي الأسير جلعاد شاليط لمدة دقيقتين مرتدياً الزي العسكري وحاملاً جريدة إخبارية فلسطينية بتاريخ 14 سبتمبر 2009 وتحدث بالعبرية مخاطباً رئيس الوزراء الإسرائيلي بنيامن نتنياهو بالموافقة على شروط حماس وتأمين الإفراج عنه في أسرع وقت ممكن قبل فوات الأوان. كما وجّه شاليط رسالة شخصية إلى عائلته قال فيها أنه يتطلع إلى اللقاء بهم عما قريب. وأكد بأن وضعه جيد وأن كتائب القسام تعامله معاملة ممتازة. وقد بدى شاليط في حالة صحية وبدنية جيدة وهادئة على عكس توقعات الجهات والدوائر الأمنية الإسرائيلية المتابعة لقضيته والتي تحدثت كثيراً عن احتمال تعرضه لإصابات بالغة أثناء عملية الأسر.
ومن خلال هذا الشريط نجح الجناح العسكري لحركة حماس في 2 أكتوبر 2009 بوساطة ألمانية مصرية في تأمين الإفراج عن 19 أسيرة فلسطينية من ذوات المحكوميات العالية مقابل إصدار دليل مادي يثبت بأن الجندي الأسير لا يزال على قيد الحياة. تمت الصفقة وسلمت حماس شريطاً لإسرائيل يظهر فيه الجندي المختطف بصحة جيدة.
في 18 أكتوبر 2011 تم إطلاق سراح جلعاد شاليط وتم تسليمه من حماس إلى السلطات المصرية مقابل 1027 أسير / أسيرة من الفلسطينيين، منهم 477 في 18 أكتوبر والبقية بعد شهرين.

## تفاصيل صفقة إطلاق تبادل الأسرى
لعبت مصر الدور الأساسي في التوصل على اتفاق بين حماس وإسرائيل تضمنت الإفراج عن 1000 معتقل فلسطيني مقابل الإفراج عن الجندي الإسرائيلي المختطف لدى حركة حماس جلعاد شاليط. وجاءت الصفقة تتضمن التفاصيل التالية:
- الإفراج عن 450 معتقلا يقضون أحكاما بالسجن المؤبد.
- الإفراج عن جميع النساء المعتقلات في السجون الإسرائيلية وعددهن 30 سيدة، ومن ضمنهن من يقضين أحكاما بالسجن المؤبد·
- الإفراج عن جميع المعتقلين من كبار السن.
- الإفراج عن جميع المعتقلين المرضى.
- الإفراج عن معتقلين من مدينة القدس وعددهم 45 معتقلا.
- الإفراج عن معتقلين من فلسطينيي 48، الذين يحملون الجنسية الإسرائيلية وعددهم 6، مع العلم أن إسرائيل كانت تعارض بشدة الإفراج عن أي معتقل من القدس ومن فلسطينيي 48، لأنهم يحملون الجنسية الإسرائيلية.
- تم الاتفاق على إبعاد 200 معتقل من الذين سيفرج عنهم ويقطنون الضفة الغربية إلى قطاع غزة أو إلى دول عربية، مع العلم أن إسرائيل كانت تطالب بإبعاد 500 معتقل.
- في غضون أيام سيتم نقل شاليط و 450 من المعتقلين الذين يقضون أحكاما مؤبدة للقاهرة. وبعد ذلك ستقوم إسرائيل بالإفراج عن 550 معتقلا آخرين، وبعدها يتم إعادة شاليط لإسرائيل.

### اتمام الصفقة
من ناحيته قال أبو عبيدة الناطق الرسمي باسم كتائب القسام أن المقاومة تمكنت من إحداث اختراق هام في الموقف الإسرائيلي عندما أجبرت إسرائيل على الموافقة على الإفراج عن معتقلين من فلسطينيي 48 والقدس، مشددا على أن هذا يمثل إنجازا هائلا للمقاومة الفلسطينية، وأكّد أن هذه الصفقة هي الأكبر في تاريخ الاحتلال الصهيوني.
في حين أكّد محللون ومتابعون للصفقة أنها تعود لصالح الشعب الفلسطيني، وستعمل على رفع شعبية الفصائل الآسرة متمثلة بالجهة المخولة بالتفاوض وهي كتائب الشهيد عز الدين القسام الجناح العسكري لحركة حماس، وأنها ستضعف خيار المفاوضات. هذا وانطلقت مسيرات ضخمة في جميع أنحاء قطاع غزة احتفاء بالصفقة، حيث تم توزيع الحلويات.

### مواقف في غمرة الصدمة
[بحاجة لإعادة كتابة]
من ناحية قال نتنياهو أن القبول بالصفقة أمر صعب وأن الصفقة هي الأكبر في تاريخ الدولة العبرية.
وعبّرت بعض الصحف الإسرائيلية عن امتعاضها لنجاح هذه الصفقة، وفيما يلي مقتطفات من ذلك:
يديعوت أحرونوت بقلم ناحوم برنياع:
«الثمن مبالغ فيه، المخاطر كبيرة والسابقة غير لطيفة، ولكن دولة لم تتمكن على مدى خمس سنوات من تخليص جندي من الأسر بوسائل أخرى لا يمكنها إلا أن تدفع الثمن».
معاريف، بقلم بن درور يميني:
المسألة ليست إذا كانت «إسرائيل» ستحرر ألف مخرب أو أربع مئة، حتى مئة مخرب هم أكثر مما ينبغي. هذه الصفقة هي جائزة للإرهاب، هذه الصفقة هي انتصار هائل لحماس، هذه ليست صفقة، هذا استسلام... المخربون الذين تحرروا في الصفقات السابقة تسببوا بقتل قرابة 200 إسرائيلي. لا يعرف أحد ماذا سيحصل هذه المرة؛ إذ أن شيئا واحدا مؤكدا في أعقاب هذه الصفقة: الشهية لمزيد من الاختطاف كبيرة، الاستسلام التالي هو مسألة وقت فقط.
معاريف، بقلم بن كاسبيت:
أمس كان مساء استسلام، مساء نزلت فيه «إسرائيل» على ركبتيها أمام حماس، مساء فشلت فيه قوة الصمود الإسرائيلية، رقة القلب تغلبت على الصلابة اللازمة في حينها، مساء عقد فيه خالد مشعل، وأحمد الجعبري وإسماعيل هنية مهرجانات النصر عن حق، مساء قال لي فيه مسؤول فلسطيني هاتفيا، بصوت مخنوق: «ما العمل، أنتم لا تفهمون إلا لغة القوة». مساء تآكل فيه الدرع الإسرائيلي حتى سحق، بالضبط مثلما حصل في الهروب من لبنان وفي الخروج أحادي الجانب من غزة، مساء ولد الاختطافات التالية (ورجاء، لا تحاولوا بيعنا استنتاجات لجنة شمغار التي تقول انه من المرة التالية، سيكون الحال مختلفا. حاولوا أن تبيعوا هذا لحماس، هم لن يشتروا، هم سيختطفون).
هآرتس، بقلم عاموس هرئيل وآفي يسسخروف:
من المتوقع لحماس أن تستخلص ربحا سياسيا فوريا من إتمام الصفقة في الايام القريبة القادمة، بينما رئيس السلطة الفلسطينية محمود عباس (أبو مازن) اكتفى بخطوات سياسية رمزية من توجهه إلى الأمم المتحدة، من المتوقع لحماس أن تقود احتفالات تحرير 1,027 سجينا، ثمن غير مسبوق في تاريخ صفقات الاسرى لـ«إسرائيل»، عائلات السجناء ستلتقط صورهم في كل وسائل الاعلام العربية، وحماس ستخرج مسيرات ضخمة احتفالا بانتصارها.